# All India Majlis-e-Ittehadul Muslimeen
All India Majlis-e-Ittehadul Muslimeen (AIMIM; Urdu کل ہند مجلس اتحاد المسلمين, Telugu ఆల్ ఇండియా మజ్లిస్ ఎ ఇత్తెహాదుల్ ముస్లిమీన్; „Gesamtindischer Rat der Vereinigung der Muslime“) ist eine muslimische politische Partei in Indien. Sie hat ihr politisches Zentrum in Hyderabad, der gemeinsamen Hauptstadt der Bundesstaaten Telangana und Andhra Pradesh.

## Parteigeschichte

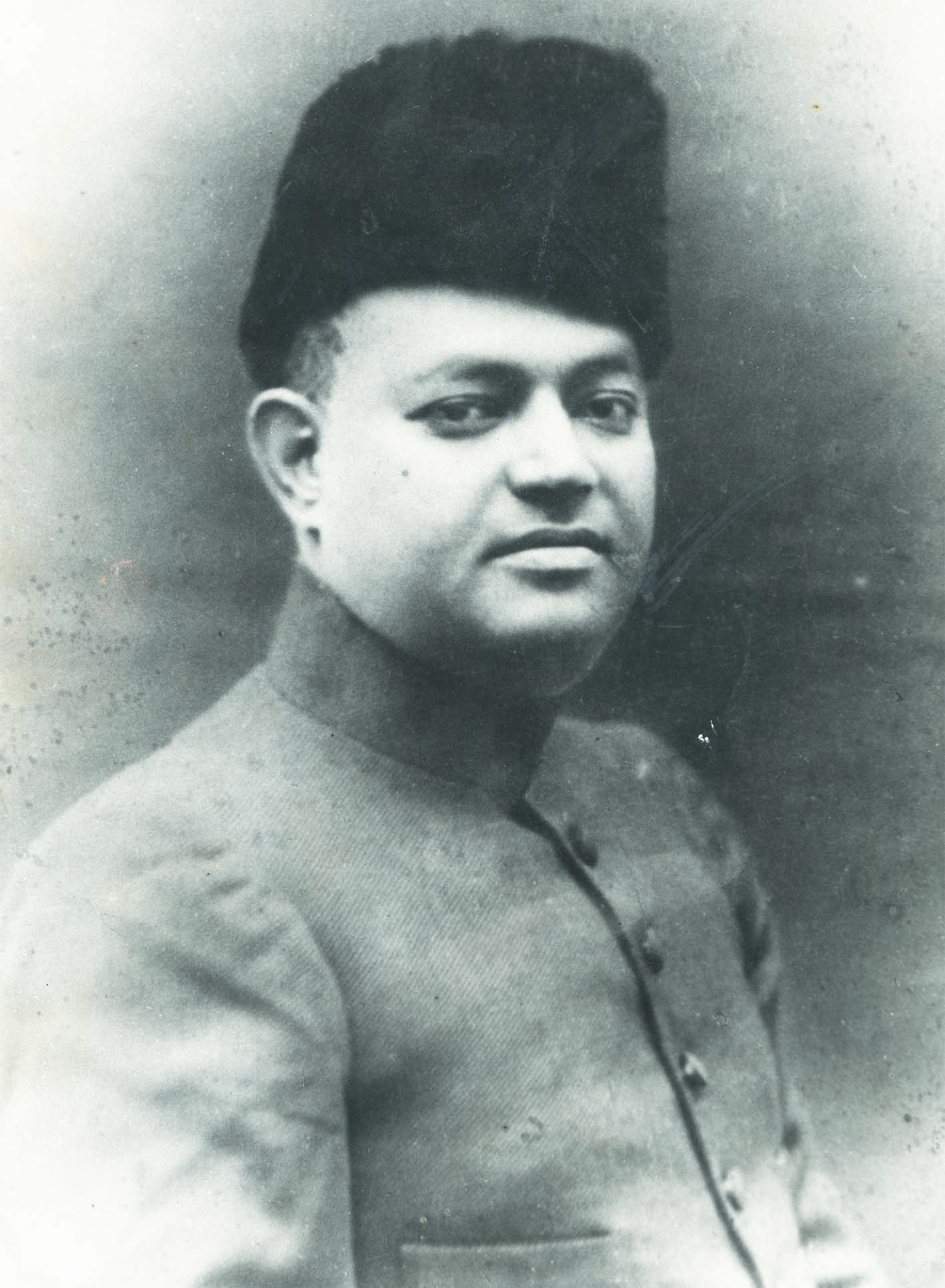
Abdul Wahid Owaisi, (Wieder-)Gründer der AIMIM 1958

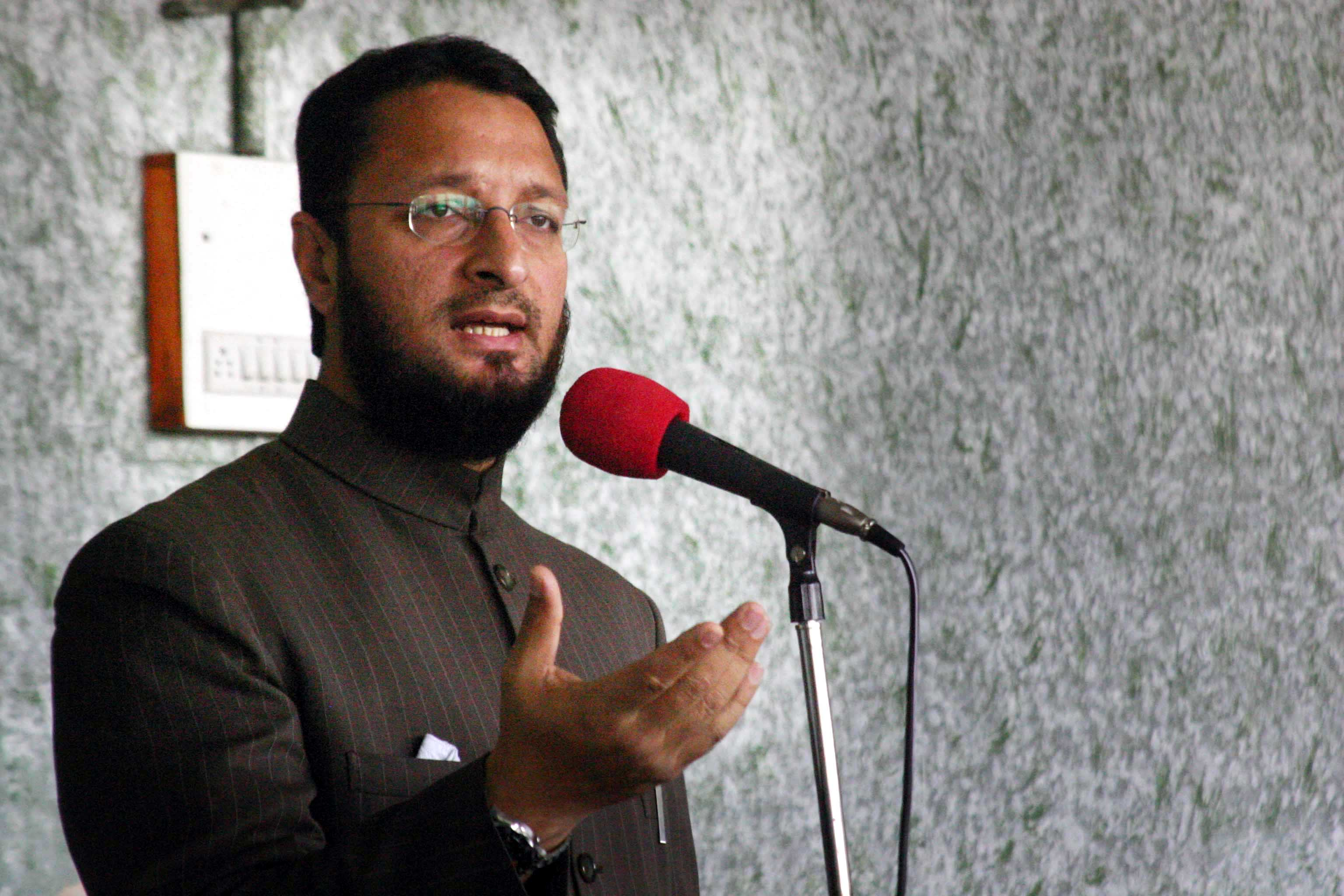
Asaduddin Owaisi, Sohn von Sultan Salahuddin Owaisi

Die Anfänge der Partei gehen auf die britische Kolonialzeit zurück. Im damaligen indischen Fürstenstaat Hyderabad gründete Nawab Mahmood Nawaz Khan Qiledar im Jahr 1927 die politische Partei Majlis-e-Ittehadul Muslimeen (MIM, „Vereinigung der Muslime“). Ziel der Partei war zum einen die Vertretung der Interessen der Muslime im Fürstenstaat, die dort nur eine kleine – wenngleich aber politisch tonangebende – Minderheit ausmachten. Zum anderen sollte die Partei den Nizam von Hyderabad gegen die stärker werdende indische Autonomiebewegung unterstützen. Der Nizam sah in der indischen Unabhängigkeitsbewegung eine Gefahr für seinen Staat und lehnte dessen Integration in ein (mehrheitlich hinduistisches) unabhängiges Indien ab. In den 1930er Jahren knüpfte die MIM Verbindungen zur Muslimliga unter Muhammad Ali Jinnah, die auf die Gründung eines unabhängigen Muslimstaates „Pakistan“ hinarbeitete. Ebenfalls mit der MIM verbunden waren die sogenannten Razakars, muslimische paramilitärische Milizen, die zur Verteidigung Hyderabads gegen ein unabhängiges Indien gedacht waren.
Als Indien und Pakistan 1947 in die Unabhängigkeit entlassen wurden, erklärte Nizam Asaf Jah VII., dass er sein Land weder Indien noch Pakistan anschließen wolle. Dies war jedoch schon aus geopolitischen Gründen keine realistische Option. Hyderabad war von einer muslimischen Oberschicht beherrscht, die Bevölkerung bestand jedoch zu etwa 90 Prozent aus Hindus. Außerdem war das Land vollständig von indischem Territorium umschlossen und lag vom Meer abgeschnitten im Binnenland. Es kam zum Konflikt und im September 1948 besetzten indische Truppen im Rahmen der Operation Polo den Staat Hyderabad, der anschließend in einen indischen Bundesstaat umgewandelt wurde. Die Razakars leisteten vergeblichen Widerstand und verübten auch Gräueltaten an der Hindu-Bevölkerung. Nach der indischen Einverleibung Hyderabads wurde MIM als politische Partei verboten und ihre Führer wurden zu Haftstrafen verurteilt bzw. nach Pakistan abgeschoben.
Im Jahr 1958 gründete Abdul Wahid Owaisi, Rechtsanwalt in Hyderabad, die Partei unter dem Namen All India Majlis-e-Ittehadul Muslimeen (AIMIM) neu. Ab dem Jahr 1976 übernahm sein Sohn Sultan Salahuddin Owaisi den Vorsitz der Partei. Ihm folgte im Jahr 2004 dessen ältester Sohn Asaduddin Owaisi nach, der bis heute die Partei führt.

## Politische Ziele
Das politische Ziel von AIMIM ist seit der Wiedergründung 1958 nicht mehr die Bewahrung oder Wiederherstellung des aufgelösten Staates Hyderabad oder gar dessen Anschluss an Pakistan. Die Partei bekennt sich ausdrücklich zur indischen Verfassung und zu einer säkularen Staatsordnung („… strongly believes in the nation’s secular democracy.“). Sie sieht sich als Interessenvertreterin der muslimischen Gemeinschaft innerhalb Indiens. Islamistisches Gedankengut wird offiziell abgelehnt.
Seit der Gründung 1958 war der politische Aktionsradius jahrzehntelang praktisch auf das Gebiet der Stadt Hyderabad beschränkt. Seit einigen Jahren hat die Partei begonnen, ihre Aktivitäten auch über Telangana hinaus auszuweiten. Bei der Parlamentswahl in Maharashtra im Oktober 2014 gewann sie dort erstmals zwei Wahlkreise (von insgesamt 288), 107-Aurangabad Central und 184-Byculla, in drei weiteren Wahlkreisen verfehlte sie die Mehrheit nur knapp. Einige politische Beobachter sahen hierin eine beginnende Abkehr der Muslim-Wählerschaft in Indien von säkularen Parteien hin zu islamischen Parteien.
Offizielle Vertreter der Partei kündigten mehrfach an, die Aktivitäten von AIMIM auch auf andere Bundesstaaten mit einem größeren Anteil an muslimischer Bevölkerung ausdehnen zu wollen. So wolle die Partei bei der Parlamentswahl in Uttar Pradesh 2017 antreten und insbesondere mit der Samajwadi Party und der Bahujan Samaj Party, die bisher einen Großteil der dortigen Muslim-Stimmen erhalten hatten, in Konkurrenz treten. Andere Staaten, in denen die AIMIM Ambitionen verkündete, sind Westbengalen, Bihar und Karnataka. Bisher ist AIMIM hier erfolglos geblieben. Bei den Parlamentswahlen in Bihar (2015), Tamil Nadu (2016) und Uttar Pradesh (2017) stellte sie zwar in einigen Wahlkreisen Kandidaten auf, konnte aber kein Mandat erlangen.

## Wahlergebnisse
Lange Zeit war die AIMIM eine Partei mit ausschließlich regionaler Bedeutung in der Stadt Hyderabad. Bei der Parlamentswahl 1989 konnte die AIMIM erstmals den Wahlkreis Hyderabad gewinnen und verteidigte ihn seither bei allen folgenden gesamtindischen Wahlen (zuletzt 2014). Trotzdem war der Stimmenanteil von AIMIM insgesamt so gering, dass es nicht für eine Anerkennung als bundesstaatliche Partei (state party), was gewisse Privilegien mit sich bringt, durch die Indische Wahlkommission reichte. Erst mit der Schaffung des Bundesstaats Telangana im Jahr 2014 konnte AIMIM die Anforderungen erfüllen und wurde am 25. Juni 2014 als bundesstaatliche Partei in Telangana anerkannt. Bei der Wahl zum Parlament von Telangana am 7. Dezember 2018 ging AIMIM ein Wahlbündnis mit der regierenden Telangana Rashtra Samithi ein. Das Wahlbündnis war erfolgreich und AIMIM gewann 7 Wahlkreise (von 119 in ganz Telangana, alle 7 in der Stadt Hyderabad). Bei der Parlamentswahl im Oktober/November 2020 in Bihar gewann AIMIM fünf der 243 Wahlkreise, was als ein bemerkenswerter Erfolg gewertet wurde.

## Kritik
Von verschiedener Seite wurde der Vorwurf erhoben, dass AIMIM in Wirklichkeit nicht so säkular sei, wie sie sich gebe, sondern in Wahrheit versteckte islamistische und extremistische Tendenzen zeige. So seien wiederholt aufhetzende Reden gegen Nicht-Muslime von AIMIM-Vertretern gehalten worden.
Parteifunktionäre der AIMIM drohten 2007 der bengalischen Islam-Kritikerin Taslima Nasrin mit einer Fatwa und der Todesstrafe.
Auf Kritik stieß auch der Umstand, dass AIMIM auf eine Partei zurückgeht, die gegen die Einheit Indiens und pro-pakistanisch agierte und sich für ein rückständiges Feudalsystem starkmachte.